# Глас с небес
Глас с небе́с (др.-греч. φωνη εκ των ουρανων; ивр. בת קול‎, бат коль — «дочь голоса», иуд.-арам. ברת קלא) в еврейской мифологии — небесный или божественный голос, возвещающий волю Бога, Его деяния и повеления и обращённый к отдельным личностям или целому ряду личностей, к властителям, общинам и даже ко всему народу.
Множественное число коло́т (קולת‎) — термин из Торы, означающий «громы и голоса Божьи». Это слово происходит из иврита: wikt:he:קול. В Торе это слово употребляется, главным образом, в связи с громами и «гласом Всевышнего» с неба (s:he:קטגוריה:שמות ט כג).

## Талмуд
Хотя в Ветхом Завете само понятие бат коль не встречается, оно, согласно еврейским преданиям, существовало и в те времена, провозглашая волю Бога. Так, согласно Талмуду, глас свыше возвестил Давиду о том, что Ровоам и Иеровоам поделят между собой его царство.
Согласно еврейской традиции, с прекращением пророчества (после канонизированных пророков, Захарии, Аггея и Малахии), бат коль остался единственным способом общения Бога с человеком. В особенно важных случаях Бог проявляет свою волю или свои намерения в форме реально воспринимаемого голоса. В этом смысле бат коль, возвещая о событиях, имеющих совершиться в будущем, отождествляется с пророческим даром, хотя и признаётся Талмудом низшей ступенью последнего.
Понятие бат коль весьма часто встречается в талмудической литературе, преимущественно в аггадической части.
Талмуд также приводит примеры вмешательства воли небес в галахическую дискуссию. В первом случае, после трёхлетних споров между школой Гиллеля и школой Шаммая по ритуальным вопросам, бат коль провозгласил, что Галаха устанавливается в соответствии с мнением школы Гиллеля. Во втором случае было установлено, что даже вопреки вмешательству бат коль, галахические разногласия должны быть разрешены только в соответствии с мнением большинства законоучителей. Так же бат коль объяснил всем окружающим, что ответил на мольбу раввина Акивы, потому что тот исправил свой характер.
В Талмуде сказано также, что бат коль часто был слышен в момент смерти мучеников.

## Новый Завет
Евангелия
- Крещение Иисуса Христа:
  - «И се, глас с небес глаголющий: Сей есть Сын Мой возлюбленный, в Котором Мое благоволение» (Мф. 3:17).
  - «И глас был с небес: Ты Сын Мой возлюбленный, в Котором Мое благоволение» (Мк. 1:11).
  - «и Дух Святый нисшел на Него в телесном виде, как голубь, и был глас с небес, глаголющий: Ты Сын Мой Возлюбленный; в Тебе Мое благоволение!» (Лк. 3:22).
- Преображение Иисуса Христа:
  - «Когда он еще говорил, се, облако светлое осенило их; и се, глас из облака глаголющий: Сей есть Сын Мой Возлюбленный, в Котором Мое благоволение; Его слушайте» (Мф. 17:5).
  - «И явилось облако, осеняющее их, и из облака исшел глас, глаголющий: Сей есть Сын Мой возлюбленный; Его слушайте» (Мк. 9:7).
  - «И был из облака глас, глаголющий: Сей есть Сын Мой Возлюбленный, Его слушайте» (Лк. 9:35).
- Вход Иисуса Христа в Иерусалим:
  - «Отче! прославь имя Твое. Тогда пришел с неба глас: и прославил и еще прославлю» (Ин. 12:28).
- Приказ апостолу Петру крестить язычников:
  - «Тогда в другой раз [был] глас к нему: что Бог очистил, того ты не почитай нечистым» (Деян. 10:15).

Откровение
- «И воскликнул громким голосом, как рыкает лев; и когда он воскликнул, тогда семь громов проговорили голосами своими» (Откр. 10:3).

## Ветхий Завет
Пятикнижие
- «Весь народ видел громы и пламя» (Исх. 20:18).
- «Вы видели, как Я с неба говорил вам» (Исх. 20:22).

Псалтирь
- Выражение «глас Господа» упомянуто 7 раз (Пс. 28).